# Malá Lodina
Malá Lodina (bis 1927 slowakisch auch „Malá Lodzina“; ungarisch Kisladna) ist eine Gemeinde im Osten der Slowakei mit 222 Einwohnern (Stand 31. Dezember 2024), die zum Okres Košice-okolie, einem Teil des Košický kraj, gehört.

## Geographie
Die Gemeinde befindet sich im nordöstlichen Teil des Slowakischen Erzgebirges im Teilgebirge Čierna hora, beiderseits des Hornád auf einer Flurterrasse und umfasst teilweise den Stausee Ružín. Das Ortszentrum liegt auf einer Höhe von 315 m n.m. und ist 30 Kilometer von Košice entfernt (Straßenentfernung).
Zur Gemeinde gehört neben dem Hauptort auch die Katastralgemeinde Ružín.
Nachbargemeinden sind Sedlice und Suchá Dolina im Norden, Ľubovec (Ortsteil Ruské Pekľany) im Nordosten, Veľká Lodina im Osten und Südosten, Košická Belá (Hauptort und Katastralgemeinde Košické Hámre) im Süden, Veľký Folkmar im Südwesten, Jaklovce und Margecany im Westen und Miklušovce im Nordwesten.

## Geschichte

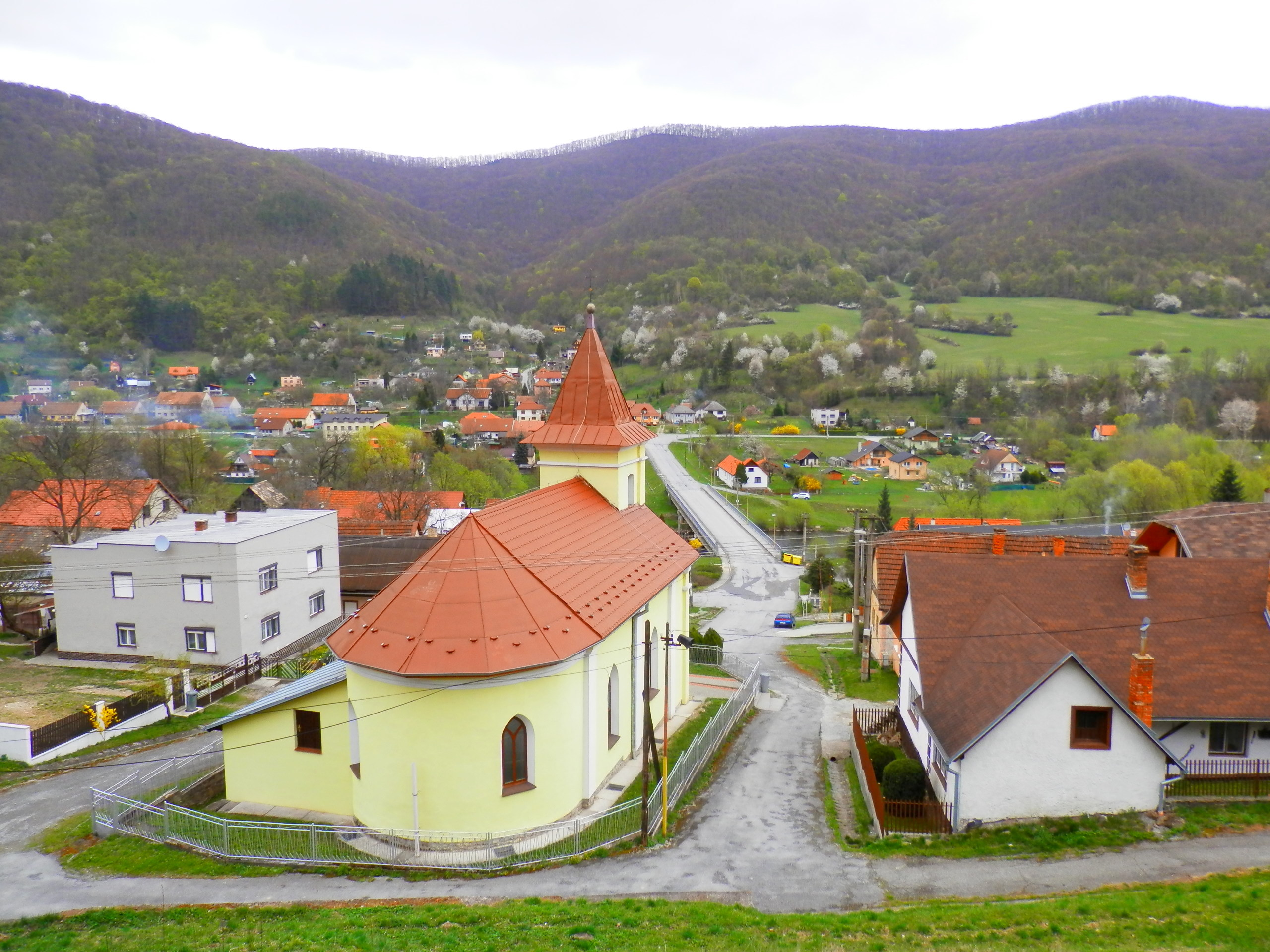
Blick auf Malá Lodina

Malá Lodina wurde zum ersten Mal 1386 als Felso Ladna schriftlich erwähnt, weitere historische Bezeichnungen sind unter anderen Kezepsew, Kis Ladna (1429) und Prostredna Wes (1773). Zur Zeit der Ersterwähnung wurde das Dorf vom König der Familie Aba von Drienov geschenkt, im frühen 15. Jahrhundert lag es im Herrschaftsgebiet von Sokoľ und gehörte ab 1429 der Stadt Kaschau. 1828 zählte man 47 Häuser und 359 Einwohner, die als Holzfäller und Landwirte beschäftigt waren. 1906 brannte das ganze Dorf aus.
Bis 1918/1919 gehörte der im Komitat Sáros liegende Ort zum Königreich Ungarn und kam danach zur Tschechoslowakei beziehungsweise heute Slowakei. In der ersten tschechoslowakischen Republik waren die Einwohner auch als Handwerker (z. B. Zimmerleute, Tischler, Drechsler, Schmiede) tätig.

## Bevölkerung
| Jahr                | 1994 | 2004    | 2014    | 2024     |
| ------------------- | ---- | ------- | ------- | -------- |
| Anzahl der Personen | 197  | 186     | 175     | 222      |
| Unterschied         |      | −5,58 % | −5,91 % | +26,85 % |

| Jahr                | 2023 | 2024    |
| ------------------- | ---- | ------- |
| Anzahl der Personen | 221  | 222     |
| Unterschied         |      | +0,45 % |

Gemäß der Volkszählung 2011 wohnten in Malá Lodina 182 Einwohner, davon 175 Slowaken, zwei Magyaren sowie jeweils ein Russine und Serbe. Ein Einwohner gab eine andere Ethnie an und zwei Einwohner machten keine Angabe zur Ethnie.
161 Einwohner bekannten sich zur römisch-katholischen Kirche, sechs Einwohner zur griechisch-katholischen Kirche und zwei Einwohner zur Evangelischen Kirche A. B. Zwei Einwohner bekannten sich zu einer anderen Konfession, vier Einwohner waren konfessionslos und bei sieben Einwohnern wurde die Konfession nicht ermittelt.

## Baudenkmäler
- römisch-katholische Kirche Stephan von Ungarn

## Verkehr

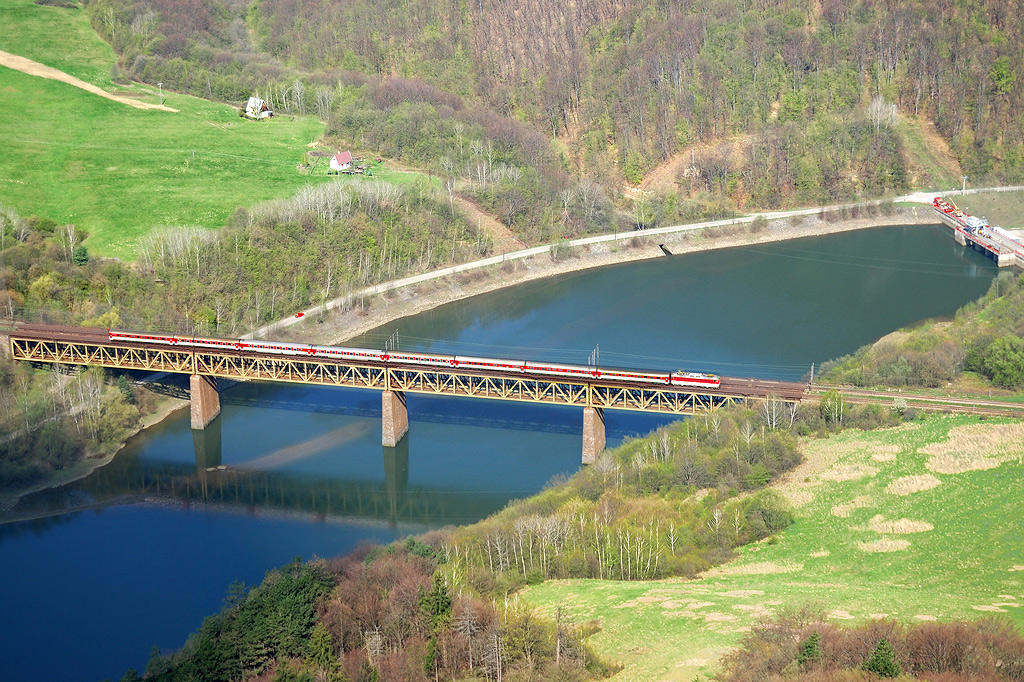
Eisenbahnviadukt bei Malá Lodina

Nach Malá Lodina führt die Straße 3. Ordnung 3354 von Kysak nach Košické Hámre (Anschluss an die Straße 2. Ordnung 547). Der Ort hat einen Bahnhof an der Bahnstrecke Košice–Žilina.